# Claude Mandonnaud
Claude Mandonnaud (Limoges, 2 aprile 1950) è un'ex nuotatrice francese.

## Carriera
Fortemente specializzata nello stile libero, si laureò campionessa continentale sulla distanza dei 400m ai campionati europei di Utrecht 1966.

## Palmarès
- Europei

Utrecht 1966: oro nei 400m stile libero.
Vienna 1974: bronzo nella 4x100m stile libero.